# Државни пут 17
Државни пут 17 је државни пут IБ реда у северној Србији.